# Коровинка (Тюменская область)
Коровинка — упразднённая деревня в Юргинском районе Тюменской области России. Вошла в черту села Юргинского, административного центра Юргинского района и Юргинского сельского поселения. 
В нынешнее время название «Коровинка» местные жители используют для обозначения района села Юргинского, где располагалась деревня.

## География
Располагалась на расстоянии 100 метров от села Юргинского, на берегу реки Юрги, притоке Тобола.

## История
Выселок 1 и 2 основаны в начале 20 века, из Курской губернии переселились три брата Коровины.
В 1978 году решением областного исполкома объединены фактически слившиеся населённые пункты село Юргинское и деревня Коровинка в один населенный пункт село Юргинское.